# 100732 Blankavalois
100732 Blankavalois este o planetă minoră (asteroid) din centura de asteroizi. A fost descoperită pe 19 februarie 1998 la Observatorul Kleť de Miloš Tichý⁠(d) și a fost numită după Blanche de Valois. 
Obiectul prezintă o orbită caracterizată de o semiaxă mare de 2,6452792071746 UAi, o excentricitate de 0,12, o înclinație de 14,1 ° în raport cu ecliptica.